# Antoine Laurent Dantan
Antoine Laurent Dantan, även kallad Dantan den äldre för att skilja honom från brodern Jean Pierre Dantan, född 8 december 1798, död 25 maj 1878, var en fransk skulptör. Han var far till Édouard Joseph Dantan.
Dantan utbildade sig till skulptör hos François Joseph Bosio. Han skapade mängder med porträttstatyer och byster, men gjorde sig främst känd genom sina karikatyrer i skulpterad terrakotta av samtida berömdheter inom litteratur och konst.